# Jared Graves
Jared Graves (Toowoomba, 16 de diciembre de 1982) es un deportista australiano que compitió en ciclismo de montaña en las disciplinas de campo a través y descenso. Ganó cuatro medallas en el Campeonato Mundial de Ciclismo de Montaña entre los años 2005 y 2013.

## Palmarés internacional
| Campeonato Mundial | Campeonato Mundial           | Campeonato Mundial | Campeonato Mundial    |
| Año                | Lugar                        | Medalla            | Competición           |
| ------------------ | ---------------------------- | ------------------ | --------------------- |
| 2005               | Livigno (Italia)             | Medalla de plata   | Campo a través para 4 |
| 2009               | Camberra (Australia)         | Medalla de oro     | Campo a través para 4 |
| 2010               | Mont-Sainte-Anne (Canadá)    | Medalla de plata   | Campo a través para 4 |
| 2013               | Pietermaritzburg (Sudáfrica) | Medalla de bronce  | Descenso              |